# Clarissa Ward
Clarissa Ward (Londres, 31 de enero de 1980) es una periodista de televisión estadounidense, actualmente[¿cuándo?] es corresponsal internacional jefa de CNN. Anteriormente trabajó en la CBS News, con sede en Londres. Antes de ocupar su puesto en CBS News, Ward fue corresponsal de noticias en Moscú para programas de ABC News.

## Biografía
La familia de Ward es de Londres, Reino Unido y Nueva York. Se graduó de la Universidad de Yale y tiene un doctorado honorario en letras de Middlebury College.
Ward comenzó su carrera como asistente en turno de noche en Fox News en 2003. De 2004 a 2005, Ward fue editora de asignaciones para Fox News en la ciudad de Nueva York. Trabajó en la oficina internacional coordinando la cobertura de historias como la captura de Saddam Hussein, el tsunami del Océano Índico en 2004 y la muerte de Yasir Arafat y el papa Juan Pablo II. En 2006, Ward trabajó como productora de campo para Fox News. Produjo la cobertura de la guerra israelí-libanesa, el secuestro de Gilad Shalit y la posterior acción militar israelí en la Franja de Gaza, el juicio de Saddam Hussein y el referéndum constitucional iraquí de 2005.
Antes de octubre de 2007, Ward tenía su base en Beirut y trabajaba como corresponsal de Fox News. Cubrió la ejecución de Saddam Hussein, el aumento de tropas de la guerra de Irak de 2007, los disturbios de la Universidad Árabe de Beirut y los atentados de Bikfaya en 2007. Realizó entrevistas con figuras notables como Gen. David Petraeus, el vice primer ministro iraquí Barham Salih y el presidente libanés Emile Lahoud. También pasó un tiempo incrustada con el ejército estadounidense en Irak, sobre todo en Baqubah.

### ABC News
De octubre de 2007 a octubre de 2010, Ward fue corresponsal de ABC News con sede en Moscú. Informó desde Rusia para todas las transmisiones y plataformas de ABC News, incluidas World News con Charles Gibson, Nightline y Good Morning America, así como ABC News Radio y ABC News Now. En una asignación en Rusia, Ward cubrió las elecciones presidenciales rusas. Estaba en Georgia en el momento de la intervención rusa en territorio georgiano. Ward fue trasladada a Beijing para servir como corresponsal asiática de ABC News, donde cubrió el terremoto y tsunami de Tōhoku de 2011 en Japón. También ha cubierto la guerra en Afganistán.

### CBS News
La carrera de Ward en CBS comenzó como corresponsal de noticias internacionales de la cadena en octubre de 2011. Fue colaboradora de 60 Minutes y se desempeñó como presentadora en CBS This Morning a partir de enero de 2014.
Cubrió numerosas noticias internacionales, incluido el levantamiento sirio, la estancia del activista de derechos civiles chino Chen Guangcheng en la embajada de Estados Unidos en Beijing y las posteriores negociaciones entre Estados Unidos y China, y la revolución ucraniana de 2014.
En su primer informe de 60 Minutes en 2012, Ward y su equipo desafiaron el fuego de francotiradores y los bombardeos aéreos en la ciudad siria de Alepo para entregar uno de los primeros informes que examinan el crecimiento del extremismo islámico dentro de la oposición. En julio de 2013, Ward informó sobre los disturbios en Egipto, filmando en la misma zona donde la corresponsal de CBS, Lara Logan, había sido agredida sexualmente unos años antes. En octubre de 2014, Ward regresó a Siria de forma encubierta para entrevistar a dos yihadistas occidentales, un joven estadounidense y un exsoldado holandés, sobre sus caminos hacia el radicalismo.

### CNN
El 21 de septiembre de 2015, CNN anunció que Ward se uniría a la cadena e informaría para todas las plataformas de CNN permaneciendo en Londres. El 8 de agosto de 2016, intervino en una reunión del Consejo de Seguridad de las Naciones Unidas sobre la situación en Alepo, devastada por la guerra civil, basándose en sus más de 10 años de experiencia como corresponsal de guerra.
En julio de 2018, CNN nombró a Ward corresponsal internacional jefa, sucediendo a Christiane Amanpour en el cargo. En 2019, se convirtió en una de las primeras reporteras occidentales en informar sobre la vida en las áreas de Afganistán controladas por los talibanes. En agosto de 2020, surgieron informes de que Ward y su equipo estaban bajo vigilancia mientras estaban en la República Centroafricana en mayo de 2019.
En diciembre de 2020, en una investigación conjunta de The Insider y Bellingcat en cooperación con CNN y Der Spiegel, informó cómo miembros del Servicio de Seguridad Federal Ruso (FSB) acosaron a Alekséi Navalni durante años, incluso justo antes de su envenenamiento en agosto de 2020. La investigación detalló una unidad especial del FSB especializada en sustancias químicas y los investigadores rastrearon a los miembros de la unidad utilizando datos de telecomunicaciones y viajes.
En 2021, los reportajes de Ward en Myanmar fueron criticados por periodistas locales por "periodismo paracaidista que no tiene otro propósito que perseguir índices de audiencia más altos" y por poner en peligro las vidas y familias de 11 de los sujetos de su entrevista.
En agosto de 2021, Ward informó sobre el avance de los talibanes en Afganistán, realizando entrevistas con líderes talibanes y con la población del campo de batalla.
Ward habla francés e italiano con fluidez, conversa en ruso, árabe y español y sabe chino mandarín básico.

## Premios y reconocimientos
Ward recibió un premio George Foster Peabody el 21 de mayo de 2012 en la ciudad de Nueva York por su cobertura periodística en Siria durante el levantamiento sirio.  En octubre de 2014, la Universidad Estatal de Washington anunció que Ward recibiría el Premio Murrow de Reportajes Internacionales 2015 en abril de 2015. También ha recibido siete premios Emmy, un Alfred I. duPont-Columbia Silver Baton y honores de la Asociación de Corresponsales de Radio y Televisión.

## Vida personal
Ward está casada con Philipp von Bernstorff, un administrador de fondos a quien conoció en una cena en 2007 en Moscú y se casó en noviembre de 2016 en el Chelsea Old Town Hall de Londres. Tienen dos hijos juntos, Ezra Albrecht Nikolas Nour (nacido el 2 de marzo de 2018) y Caspar Hugo Augustus Idris (nacido el 29 de junio de 2020).